# Valentin Thurn

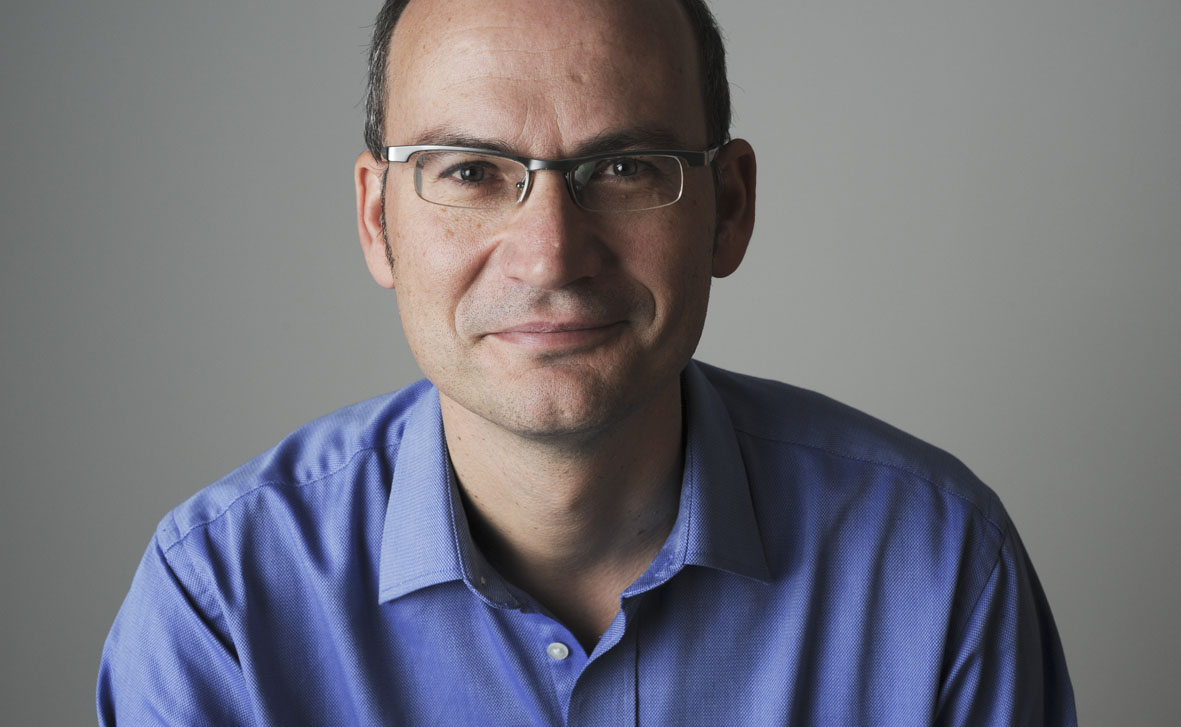
Valentin Thurn

Valentin Thurn (* 1963 in Stuttgart) ist ein deutscher Dokumentarfilmer, Journalist und Autor, der u. a. als Regisseur und Produzent des Films Taste the Waste (2011) bekannt ist.

## Leben
Ein Studium der Geographie, Ethnologie und Politik in Frankfurt, Köln und Aix-en-Provence schloss er als Diplom-Geograph ab. Er absolvierte 1985/1986 zudem eine Ausbildung zum Redakteur an der Deutschen Journalistenschule München. Thurn arbeitet seit 1990 für die öffentlich-rechtlichen Sender Arte, ARD und ZDF. Seit 1994 ist er Inhaber seiner eigenen Produktionsfirma, der Thurnfilm/Valentin Thurn Filmproduktion.
Er ist Autor von mehr als 40 Dokumentationen zu sozialen, entwicklungs-, umwelt- und bildungspolitischen Themen. Eine Lehrtätigkeit hatte er unter anderem am Goethe-Institut in Mumbai, der Stiftung Miguel Aleman in Mexiko-Stadt, dem Netzwerk Recherche in Hamburg, der RTL-Journalistenschule in Köln, dem Umwelt-Medienzentrum Mazedonien, dem Dritte Welt Journalisten Netz, dem Netzwerk Wirtschaftsethik und der Fachhochschule Köln.
Neben seiner Arbeit für das Fernsehen und der Lehrtätigkeit hat Valentin Thurn auch zwei Bücher herausgegeben, über 20 Radio-Features verfasst, Artikel für Zeitungen und Zeitschriften geschrieben. 1993 gründete er mit Journalisten aus über 50 Ländern die „International Federation of Environmental Journalists“. Thurn war Sprecher des bundesweiten Arbeitskreises „Umweltkooperation mit Osteuropa“ im Bund für Umwelt- und Naturschutz Deutschland (BUND, 1990–1994) sowie Mitglied des Beirats der Heinrich-Böll-Stiftung für Umweltprojekte in Osteuropa (1994–1997). Als Jury-Mitglied war er beim Biodiversity Reporting Award für Journalisten aus Kolumbien, Bolivien und Guatemala (1999–2002) sowie beim „Festival Vert – Rencontres de Meaux“ (Frankreich 1995) eingeladen.
Er schrieb u. a. auch für die Zeit (und das dazugehörige „Zeitmagazin“), Die Woche, Natur & Kosmos und Merian. Er ist außerdem der Herausgeber der Sachbücher „WüstenErde“ (über Desertifikation) und „Klassenfeind Natur“ (über Umwelt in Osteuropa).
Er hielt bereits zahlreiche Vorträge, u. a. auch beim Goethe-Institut Zagreb, im Bayerischen Landtag in München, bei den Messen Internorga in Hamburg und Anuga in Köln, beim Runden Tisch im NRW-Umweltministerium in Düsseldorf, im baden-württembergischen Umweltministerium in Stuttgart, dem Politischen Suppentopf in Köln, im Biosphärenreservat Münsingen, Green Visions München, „United Against Waste“ in Wiesbaden, Wien und Zürich, Filmakademie Baden-Württemberg in Ludwigsburg und dem Institut für Welternährung in Berlin und Bonn.
Hinzu kommen verschiedene Fernseh- und Videoauftritte u. a. beim WDR (z. B. 2015 als Studiogast der Sendung Planet Wissen), ARD und TEDx.
Des Weiteren hat er die Online-Plattform foodsharing.de mitgegründet, die Privatpersonen, Händlern und Produzenten die Möglichkeit gibt, überschüssige Lebensmittel kostenlos anzubieten oder abzuholen, damit sie nicht in der Tonne landen.
Im April 2014 stArtete unter seiner Federführung die Online-Plattform tasteofheimat.de für Köln, die den Konsumenten Lebensmittelproduzenten aus ihrer Region vorstellen soll.
2016 gründete Thurn mit Politikern und Vertretern von Wirtschaft und Wissenschaft den ersten Ernährungsrat Deutschlands in Köln.

## Filmografie
- 1990: Streifzüge durch das Atlasgebirge (3 Filme à 45 min/ ARD)
- 1991: Wenn die Wüste kommt (45 min/ ARD)
- 1995: Kahlschlag in der sibirischen Taiga (15 min/ Arte)
- 1996: Tschernobyl – auf der Spur von Tod und Lüge (45 min/ ARD)
- 1997: „Ich verpfeife meine Firma“ – Zivilcourage im Beruf (45 min/ WDR)
- 1998: Jurassic Alb – Der schwäbische Ölschiefer (30 min/ SWR)
- 1999: Unternehmen Wüste – Konzentrationslager in Südwürttemberg (30 min/SWR)
- 1998: Spaniens durstige Erde (30 min/ SWR)
- 1998: Die Wüste greift nach Spanien (30 min/ SWR)
- 2000: Alle Mann von Bord – Wo die großen Schiffe sterben (30 min/ Arte)
- 2000: Die Schwabenkinder – Kinderarbeit und Kindermärkte in Oberschwaben (30 min/ SWR)
- 2000: Die Story: Hilfe wir schrumpfen – Braucht Deutschland Einwanderung? (45 min/ WDR)
- 2000: Der Herr der Wölfe – Ein Wildbiologe in den Karpaten (45 min/ Arte)
- 2000: „Am Schabbes durfte keiner rein“ – Das Judenviertel in Haigerloch (30 min/ SWR)
- 2001: Zwei Mamas und kein Papa – Wenn lesbische Kinderwünsche wahr werden (45 min/ ARD)
- 2002: Die Story: Tod am Gletscher – Wer ist schuld am Tunnelbrand von Kaprun? (45 min/ WDR)
- 2002: Champion für einen Tag – Von Gewinnern und Verlierern (30 min/Arte)
- 2003: Planet Wissen: Die Dinosaurier (60 min/ SWR/WDR/BR-alpha)
- 2003: Der Trail der Toros – Kampfstiere auf großer Wanderung (30 min/ in der Reihe „Weltweit“, WDR)
- 2003: „Papa liebt einen Mann“ – Kinder und ihre homosexuellen Väter (30 min/ in der Reihe „37°“, ZDF)
- 2004: Oh diese Beckers – eine Familie im Rampenlicht (30 min/ Arte)
- 2004: Der Arzt und die verstrahlten Kinder von Basra (45 min/ WDR)
- 2004: Der Ruf nach dem Kind (45 min/ Arte)
- 2005: Ein Kind um jeden Preis (60 min/ Arte)
- 2005: Bittere Pillen (60 min/ Arte)
- 2005: „Mein Vater will mich umbringen“ – Frauen auf der Flucht vor Ehrenmorden (54 min/ Arte)
- 2006: Armutszeugnis – Kinderarmut im reichen Europa (55 min/ Themenabend: „Arme Kinder“, ARD)
- 2006: „Mein Kind in Deinem Bauch“ – Das dunkle Geschäft mit den Leihmüttern (30 min/ in der Reihe „37°“, ZDF)
- 2006: „Ich bin Al Kaida“ – Das Leben des Zacarias Moussaoui (54 min/ Arte)
- 2006: Ohne Papiere in Deutschland (Co-Autor/ 29 min/ ARD)
- 2007: „Mit meiner Tochter nicht!“ – Frauen-Beschneidung in Europa (41 min/ Arte)
- 2007: Faustrecht hinter Gittern – Wege aus der Gewalt (29 min/ WDR)
- 2007: „Impfen – Nur ein kleiner Nadelstich?“ (60 min/ Arte)
- 2008: Gefundenes Fressen – Leben vom Abfall (30 min/ WDR)
- 2008: Samenspender unbekannt – Anna sucht ihren Vater (45 min/ WDR)
- 2008: Tod im Krankenhaus – Der Kampf gegen die Super-Bakterien (45 min/ Arte)
- 2009: Ein Lotse fürs Leben (30 min/ ARD)
- 2009: Unschuldig im Knast (45 min/ ARD)
- 2009: Der aufsässige Staatsdiener – Ein Beamter packt aus (30 min/ WDR)
- 2010: Guillaume Depardieu – „Es ist die Hölle!“ (44 min/ Arte)
- 2010: Frisch auf den Müll – Die globale Lebensmittelverschwendung (44 min/ ARD)
- 2011: Taste the Waste (Kinofilm)
- 2013: Weniger ist Mehr – Die Grenzen des Wachstums und das bessere Leben (Produktion/ 52 min/ Arte)
- 2013: Die Essensretter (44 min/ ARD)
- 2014: Killerkeime – Gefahr aus dem Tierstall (52 min/ Arte)
- 2014: Die Milchrebellen (Produktion/ 45 Min/ WDR)
- 2015: 10 Milliarden – Wie werden wir alle satt? (Kinofilm)
- 2017: Konzerne als Retter? Das Geschäft mit der Entwicklungshilfe (Arte) – zusammen mit Caroline Nokel, Erstausstrahlung am 9. Mai 2017, 20:15 auf Arte
- 2018: Hilflose Helden –  Whistleblower ohne Schutz (44 min/ ARD) – zusammen mit Caroline Nokel, Erstausstrahlung am 22. November 2018, 23.25 Uhr, WDR
- 2019: Gekaufte Agrarpolitik? Wie Industrie und Agrarlobby durchregieren – Die Story im Ersten (44 min/ ARD) – zusammen mit Tatjana Mischke, Erstausstrahlung 29. April 2019
- 2019: Kann das Elektro-Auto die Umwelt retten? – Die Story im Ersten (44 min/ ARD) – zusammen mit Florian Schneider
- 2022: Arm trotz Arbeit – Die Krise der Mittelschicht (Regie/ 90 min/ Arte)
- 2023: Holy Shit – Mit Sch#!$e die Welt retten (Produktion/ 86 min)

## Auszeichnungen
- 1995: „Prix Leonardo“ des „Internationalen Filmfestival Medikinale in Parma“, Italien für die Filme „Das radioaktive Erbe der Wismut AG“ und „Smog in Nordböhmen“
- 1997: „Preis für den mutigsten Film“ beim Umweltfilmfestival Green Vision in St. Petersburg 1997, Russland für den Film „Kahlschlag in der Taiga“
- 1998: International Green Pen Award des Asia-Pacific Forum of Environmental Journalists
- 2001: Journalistenpreis von Deutsche Gesellschaft für Geographie
- 2003: erster Preis, Kategorie Hörfunk beim Medienpreis Entwicklungspolitik vom Bundesministerium für wirtschaftliche Zusammenarbeit und Entwicklung
- 2003: Felix-Rexhausen-Preis vom Bund Lesbischer und Schwuler JournalistInnen für den Film „Papa liebt einen Mann“
- 2004: Europäischer Fernsehpreis beim Ökomedia Filmfestival für den Film „Der Arzt und die verstrahlten Kinder von Basra“
- 2007: Auszeichnung als „Beste Dokumentation“ beim Filmfest Eberswalde – Die Provinziale für den Film „Mit meiner Tochter nicht!“
- 2008: ARGUS-Journalistenpreis zum Thema „Richtiger Umgang mit Antibiotika“ für den Film „Tod im Krankenhaus“
- 2010: Journalistenpreis des Steuerzahlerbundes NRW für das Radio-Feature „'Es gibt keinen Skandal' – Die hessische Steuerfahnderaffäre“
- 2011: LovelyBooks Leserpreis für „Die Essensvernichter“ – das Buch zum Film „Taste the Waste“, 3. Platz in der Kategorie Sachbuch/Ratgeber
- 2011: Hoimar-von-Ditfurth-Preis (beste journalistische Leistung (zusammen mit dem Film „Radioaktive Wölfe“)) der Deutschen Umwelthilfe für „Taste the Waste“
- 2011: „Goldene Zwiebel“ Publikumspreis als bester Dokumentarfilm des Kommunalen Kinos in Esslingen für „Taste the Waste“
- 2011: Publikumspreis (dritter Platz beim Wunschfilm-Wettbewerb) der Thüringer Allgemeinen Zeitung für „Taste the Waste“
- 2011: Nominierung für den International „Gold Panda“ Award als bester langer Dokumentarfilm in der Kategorie Natur und Umwelt, Sichuan TV Festival, China für „Taste the Waste“
- 2011: Grand Prix, International Festival of Ecology and Environment Protection Films beim Marele Premiu Eco Fest Oradea, Rumänien
- 2011: Plaquette of the International Scientific Film Festival, Szolnok, Ungarn
- 2011: UmweltMedienpreis der Deutschen Umwelthilfe für „Taste the Waste“[1]
- 2011: Ehrenvolle Anerkennung in der Kategorie Umwelt beim Sun Child Festival 2011, Armenien für „Taste the Waste“
- 2011: Grand Prix Ekotopfilm beim „Prize of the Government of the Slovak 38th International Festival of Sustainable Development Films“, Republic Slowakische Republik für „Taste the Waste“
- 2011: Dokumentarfilmpreis beim 37. Ekofilm International Film Festival on the Environment and Natural and Cultural Heritage, Tschechische Republik für „Taste the Waste“
- 2011: „Bester Film“ beim Atlantis Natur und Umweltfilmfest Wiesbaden für „Taste the Waste“
- Prix Italia’s Special Prize in der Expo2015 section für „Frisch auf den Müll“
- 2012: Erster Preis in der Umweltsektion beim ImagéSanté Festival, 2012, Liège, Belgien für „Taste the Waste“
- 2013: econsense Journalistenpreis für „Die Essensretter“
- 2014: Lammsbräu Nachhaltigkeitspreis für Thurns Engagement in sozial- und umweltpolitischen Themen. Insbesondere für den Film "Taste the Waste" und die Onlineplattform "foodsharing.de"
- 2014: Journalistenpreis "Faire Milch" für die WDR-Produktion "Die Milchrebellen" von Karin de Miguel Wessendorf und Valentin Thurn
- 2015: „Bester Dokumentarfilm“ für 10 Milliarden – Wie werden wir alle satt? auf dem schwedischen „Peace and Love Film Festival“ in Örebro
- 2018: Sonderpreis der Jury beim NaturVision Filmfestival in Ludwigsburg für Konzerne als Retter? Das Geschäft mit der Entwicklungshilfe (2017)[2]

## Schriften
- HArte Kost: Wie unser Essen produziert wird – Auf der Suche nach Lösungen für die Ernährung der Welt. Mit Stefan Kreutzberger. Ludwig Buchverlag. Köln. 2014.  ISBN 978-3-453-28063-2.
- Taste the Waste: Rezepte und Ideen für Essensretter. Mit Gundula Oertel. Kiepenheuer & Witsch. Köln. 2012. ISBN 978-3-462-04483-6.
- Die Essensvernichter. Warum die Hälfte aller Lebensmittel im Müll landet und wer dafür verantwortlich ist. Mit Stefan Kreutzberger. Kiepenheuer & Witsch. Köln. 2012. ISBN 978-3-462-04483-6.
- Klassenfeind Natur. Die Umweltkatastrophe in Osteuropa. Mit Bernhard Clasen. Focus. Gießen. 1992. ISBN 3-88349-397-X.
- Wüsten-Erde: der Kampf gegen Durst, Dürre und Desertifikation. Peter E. Stüben. Focus-Verl. Gießen. 1991. ISBN 3-88349-394-5.